# Majiware
Singles
1. Pink no Rocket ☆彡
Sortie : 9 novembre 2011
2. Oo. Shizukaze ni Notte .oO
Sortie : 21 mars 2012
3. Checker Flag wo Tomero
Sortie : 24 octobre 2012
4. Tsukushinbō
Sortie : 27 mars 2013

Majiware (écrit  交 -Majiware-) est le premier mini-album (EP) du groupe féminin japonais Shizukaze & Kizuna sorti en novembre 2013,.

## Détails de l'album
L'album sort le 6 novembre 2013 en une seule édition sous le label d'idoles T-Palette Records. Il atteint la 56e place du classement hebdomadaire des ventes de l'Oricon et reste classé pendant une semaine. Deux pochettes différentes notées "Cover A" et "Cover B" sont dévoilées quelques jours avant la sortie de l'opus.
Cet album contient huit chansons : les quatre singles sortis auparavant qui sont Pink no Rocket ☆彡 (2011), Oo. Shizukaze ni Notte .oO (2012), Checker Flag wo Tomero (2012) et Tsukushinbō (2013) ; quatre chansons inédites interprétées auparavant pendant les concerts. Parmi ces nouvelles chansons, trois sont des reprises de titres venant d'autres artistes de rock et une chanson auparavant sorti en tant que face B du premier single du groupe.
Par ailleurs, le single Pink no Rocket ☆彡 est interprétée par les membres de Shizukaze seulement, avant que les singles suivants ne sorte sous l’appellation Shizukaze & Kizuna (après la fusion des deux groupes Shizukaze et Kizuna)

## Interprètes
Shizukaze
- Shizuku Mano
- Fuka Tachibana

Kizuna
- Miu Shiratori
- Misora Tachibana
- Hakuro Mizuno (leader)
- Mio Sakurayama

## Liste des titres
| 1. | 交 ~majiwari~                                       | face B du single Pink no Rocket         |  |
| 2. | Get the Glory                                       | reprise d'un titre de LAUGHIN’ NOSE     |  |
| 3. | Oo. Shizukaze ni Notte .oO (Oo.しず風にのって.oO)   | 1er single                              |  |
| 4. | Tsukushinbō (つくしん暴)                            | 3e single                               |  |
| 5. | Growing Up                                          | reprise d'un titre de CRACK The MARIAN  |  |
| 6. | Checker Flag wo Tomero (チェッカーフラッグをとめろ) | 2e single                               |  |
| 7. | Aruiteikō (歩いていこう)                            | reprise d'un titre de JUN SKY WAKKER(S) |  |
| 8. | Pink no Rocket (Pinkのロケット☆彡)                  | single de Shizukaze                     |  |